# Секуєній-Ной
Секуєній-Ной (рум. Secuienii Noi) — село у повіті Нямц в Румунії. Входить до складу комуни Секуєнь.
Село розташоване на відстані 274 км на північ від Бухареста, 40 км на схід від П'ятра-Нямца, 63 км на південний захід від Ясс.

## Населення
За даними перепису населення 2002 року у селі проживали 277 осіб, з них 276 осіб (99,6%) румунів. Рідною мовою 276 осіб (99,6%) назвали румунську.